# Saint-Forgeux
Saint-Forgeux település Franciaországban, Rhône megyében. Lakosainak száma 1538 fő (2022. január 1.). Saint-Forgeux Tarare, Affoux, Ancy, Montrottier, Saint-Marcel-l'Éclairé, Saint-Romain-de-Popey és Vindry-sur-Turdine községekkel határos.

## Népesség
A település népessége az elmúlt években az alábbi módon változott:
| Lakosok száma | 1479 | 1488 | 1526 | 1486 | 1473 | 1472 | 1494 | 1516 | 1538 |
|               | 2013 | 2015 | 2016 | 2017 | 2018 | 2019 | 2020 | 2021 | 2022 |